# Bruinvleugelmuisspecht
De bruinvleugelmuisspecht (Dendrocincla anabatina) is een zangvogel uit de familie Furnariidae (ovenvogels).

## Verspreiding en leefgebied
Deze soort telt drie ondersoorten:
- D. a. anabatina: van Z-Mexico tot NO-Nicaragua.
- D. a. typhla: Yucatán (ZO-Mexico).
- D. a. saturata: van Costa Rica tot W-Panama.

## Status
De grootte van de populatie is in 2019 geschat op 50.000-500.000 volwassen vogels. Op de Rode lijst van de IUCN heeft deze soort de status niet bedreigd.